# Vùng đất câm lặng: Phần II
Vùng đất câm lặng: Phần II (tựa tiếng Anh: A Quiet Place: Part II) là một bộ phim kinh dị hậu tận thế ra mắt năm 2021 của Mỹ, do John Krasinski đạo diễn, biên kịch kiêm sản xuất. Đây là phần nối tiếp của bộ phim Vùng đất câm lặng (2018). Tác phẩm quy tụ dàn diễn viên từ phần phim trước gồm Emily Blunt, Millicent Simmonds cùng Noah Jupe, đồng thời còn có sự góp mặt của Cillian Murphy và Djimon Hounsou. Theo sau những sự kiện từ phần trước, truyện phim xoay quanh gia đình Abbott khi họ bước chân ra ngoài và đối mặt với sự tàn khốc của thế giới, nơi đã trở nên hoang toàn do sự xâm chiếm của một chủng loài ngoài hành tinh có thính lực vô cùng nhạy bén.
Hãng phim Paramount Pictures đã phát triển bộ phim vào tháng 4 năm 2018, sau thành công thương mại của phần đầu tiên. Vào tháng 8 năm đó, Krasinski khởi thảo phần kịch bản và được xác nhận là ngồi vào ghế đạo diễn vào tháng 2 năm 2019. Quá trình sản xuất diễn ra ở phía Tây New York từ tháng 6 đến tháng 9 năm 2019.  Vùng đất câm lặng: Phần II được sản xuất với kinh phí 61 triệu USD, gấp ba lần so với con số 17 triệu USD của phần phim trước.
Vùng đất câm lặng: Phần II có buổi ra mắt tại Thành phố New York vào ngày 8 tháng 3 năm 2020, và sau hơn một năm trì hoãn do đại dịch COVID-19 toàn cầu, tác phẩm đã được công chiếu tại Hoa Kỳ vào ngày 28 tháng 5 năm 2021. Ngoài ra, bộ phim cũng sẽ ra mắt trực tuyến trên Paramount+ 45 ngày sau khi phát hành tại rạp. Kể từ khi công chiếu, phim đã lập một số kỷ lục phòng vé, bao gồm cả tuần mở màn lớn nhất trong đại dịch COVID-19, đồng thời còn thu về hơn 248 triệu USD trên toàn thế giới, qua đó trở thành tác phẩm điện ảnh có doanh thu cao thứ năm trong năm 2021. Vùng đất câm lặng: Phần II đã nhận được nhiều đánh giá tích cực từ giới phê bình và mộ điệu, đồng thời họ còn ca ngợi phần cốt truyện và sự xuất hiện của nhân vật do Murphy thủ vai.
Phần tiếp theo là Vùng đất câm lặng: Phần III sẽ dự kiến công chiếu vào 2025.

## Nội dung
Trong lúc đang theo dõi một trận đấu bóng chày, gia đình Abbott - bao gồm Evelyn, Lee, cô con gái khiếm thính Regan cùng hai cậu con trai Marcus và Beau - vô tình nhìn thấy một vật thể lạ giống như đám mây lao về phía Trái đất. Sau đó, các sinh vật ngoài Trái đất bỗng chốc xuất hiện và bắt đầu tàn sát con người. Những sinh vật này tuy mù nhưng lại sở hữu làn da bọc thép, có tốc độ và sức mạnh phi thường, đồng thời có thính giác vô cùng nhạy bén và tấn công bất cứ thứ gì gây ra tiếng ồn.
Hơn một năm sau, những sinh vật ấy đã tiêu diệt hầu hết quần thể người trên Trái đất, trong đó có cả Beau và Lee. Regan phát hiện ra rằng âm thanh tần số cao có thể làm tổn thương các sinh vật và cô đã nghĩ ra một giải pháp tạm thời để truyền tiếng ồn từ ốc tai điện tử của mình qua một micrô di động.
Tiếp nối câu chuyện từ phần phim trước, sau khi ngôi nhà của họ bị phá hủy, gia đình Evelyn bắt đầu bước chân ra bên ngoài với hi vọng tìm thấy những người sống sót khác. Lúc bước vào một khu vực có hàng rào bao bọc, Evelyn vô tình giẫm chân vào cái bẫy chai báo động và khiến các sinh vật gần đó nghe thấy. Mọi người ngay lập tức bỏ chạy khỏi chỗ đó, thế nhưng Marcus lại đạp vào một chiếc bẫy gấu rồi hét lên một cách đau đớn. Một sinh vật điên cuồng lao về phía mọi người, nhưng Evelyn và Regan đã kết liễu nó một cách dễ dàng. Một người bạn của họ là Emmett đã chứng kiến cảnh ấy và đưa bốn người vào hầm trú ẩn. Gần đây vợ anh đã qua đời do mắc một căn bệnh, điều đó khiến anh suy sụp tinh thần và không còn níu lại chút hi vọng nào với thế giới. Emmett bảo mọi người rằng họ không thể ở lại và buộc phải rời đi trong nay mai.
Trong thời gian trú ẩn, Marcus nghe thấy bài hát "Beyond the Sea" được phát trên radio, với Emmett nói rằng nó đã được phát đi liên tục trong vòng 4 tháng. Regan bèn lập luận rằng đó là một gợi ý cho biết những người sống sót đang ở trên một hòn đảo gần đó. Cô đưa ra giả thuyết rằng nếu cô có thể đến được tháp radio thì âm thanh tần số cao của máy trợ thính có thể được phát đi để mọi người dùng nó làm vũ khí chống lại bọn quái vật ngoài hành tinh. Mặc cho sự can ngăn của Marcus, Regan vẫn quyết định tự mình đi tìm hòn đảo ấy. Khi biết chuyện này, Evelyn đã cầu xin Emmett đi tìm con gái mình. Anh miễn cưỡng chấp nhận lời yêu cầu và đã kịp thời cứu Regan thoát khỏi một sinh vật. Về phần Evelyn, cô để Marcus và đứa con sơ sinh ở lại xưởng thép để lấy những vật dụng y tế bên trong thị trấn. Marcus cũng đi khám phá khu xưởng và vô tình nhìn thấy xác của vợ Emmett. Giật mình, cậu đã vô tình ngã xuống và đánh động một sinh vật gần đó, khiến nó lần theo dấu vết của cậu, làm Marcus tự nhốt trong căn buồng khóa kín.
Emmett và Regan đến một bến du thuyền để tìm phương tiện di chuyển tới hòn đảo. Tuy nhiên, cả hai lại bị bao vây và tấn công bởi một nhóm người hoang dại, thế là Emmett cố tình tạo ra tiếng ồn nhằm thu hút những sinh vật đến tàn sát bọn chúng. Khi một con lao xuống nước và chết đuối, anh chợt nhận ra rằng chủng loài này không thể bơi. Emmett cùng Regan vội vã chèo thuyền đến hòn đảo nơi có một nhóm người còn sót lại đang sinh sống bình thường. Người đứng đầu nhóm đó bộc bạch rằng khi chính phủ phát hiện ra những sinh vật này không thể bơi thì Vệ binh Quốc gia đã được điều đến với hi vọng đưa càng nhiều người đến hòn đảo càng tốt. Thế nhưng, do sự hung hãn của loài sinh vật kia nên chỉ có hai chiếc thuyền cập bến an toàn.
Khi Evelyn trở lại xưởng đúc, cô đã giải thoát bọn trẻ trước khi chúng chết ngạt bên trong căn buồng. Cả ba vội trốn bên trong boongke khi sinh vật ngoài hành tinh điên cuồng tìm kiếm ba người. Trong khi đó, một sinh vật khác lại vô tình được chiếc thuyền trôi dạt đưa đến hòn đảo và bắt đầu tấn công những cư dân nơi đây. Nó giết chết thủ lĩnh của nhóm người lúc Emmett và Regan chạy vào đài phát thanh. Trong tuyệt vọng, Regan cố gắng phát tiếng ồn tần số cao qua chiếc loa trong phòng, làm cho sinh vật trở nên đau đớn và để lộ phần đầu ra bên ngoài. Cô ngay lập tức cầm một thanh sắt rồi cắm thẳng vào đầu sinh vật, kết liễu nó. Cũng vào thời điểm này, vị trí của ba mẹ con Evelyn đã bị con quái vật phát hiện. Những tưởng đây sẽ là thời khắc cuối cùng của cả ba, thế nhưng Marcus đã lợi dụng tiếng ồn nhiễu loạn phát từ radio để làm cho sinh vật kia chùn bước và bắn chết nó bằng khẩu súng lục. Sau cùng, cô bé Regan quyết định phát thứ âm thanh này qua đài phát thanh để mọi người có thể dùng nó làm vũ khí, mở ra một tương lai đầy hi vọng ở phía trước.

## Diễn viên
- Emily Blunt trong vai Evelyn Abbott
- Millicent Simmonds trong vai Regan Abbott
- Noal Jupe trong vai Marcus Abbott
- Cillian Murphy trong vai Emmett[4]
- Djimon Hounsou
- John Krasinski trong vai Lee Abbott, chồng của Evelyn và là cha của Regan và Marcus (đoạn hồi tưởng).[5]

## Sản xuất
Vào tháng 4 năm 2018, Chủ tịch và Giám đốc điều hành Paramount Jim Gianopulos cho biết phần tiếp theo của bộ phim "đang được thực hiện". Nhà biên kịch Bryan Woods và Scott Beck trước đây đã tuyên bố rằng họ đã nghĩ ra ý tưởng cho phần phim thứ hai. Đến tháng 8 năm 2018, Paramount tuyên bố John Krasinski vẫn sẽ viết kịch bản, trong khi Michael Bay, Andrew Form và Brad Fuller trở lại với tư cách là nhà sản xuất.
Vào ngày 22 tháng 2 năm 2019, Krasinski tuyên bố anh vẫn tiếp tục giữ vai trò đạo diễn, trong khi Emily Blunt sẽ tham gia bộ phim với vai trò ở phần phim trước. Cuối tháng đó, Millicent Simmonds và Noah Jupe đã thảo luận để tiếp tục vai diễn của mình. Vào tháng 3 và tháng 6 năm 2019, Cillian Murphy và Brian Tyree Henry cùng tham gia vào dàn diễn viên của phim. Tuy nhiên, vào tháng 8, Djimon Hounsou đã được chọn để thay thế Henry, người phải rời đi vì lý do lịch trình.

## Phát hành
Paramount Pictures có kế hoạch phát hành Vùng đất câm lặng: Phần II tại các cụm rạp, bao gồm Dolby Cinema và IMAX, tại Hoa Kỳ và Canada vào ngày 20 tháng 3 năm 2020. Ban đầu bộ phim được dự định phát hành vào ngày 15 tháng 5 năm 2020.
Boxmaster dự báo vào tháng 1 năm 2020 rằng bộ phim sẽ thu về 72 triệu đô la vào cuối tuần công chiếu. BoxOffice cho biết tổng doanh thu cuối tuần tiếp theo của phần tiếp theo có thể bị ảnh hưởng bởi việc có nhiều lời thoại và hành động hơn phần phim đầu tiên. Vùng đất câm lặng: Phần II sẽ cạnh tranh với Hoa Mộc Lan và Không phải lúc chết trong khoảng thời gian phát hành.

## Phần tiếp theo
Vùng đất câm lặng: Ngày một (tên tiếng Anh: A Quiet Place: Day One) là bộ phim thuộc thể loại kinh dị hậu tận thế của Hoa Kỳ ra mắt năm 2024 được đạo diễn kiêm biên kịch bởi Michael Sarnoski, dựa trên câu chuyện gốc của John Krasinski và Sarnoski. Đây được xem là phần tiền ngoại truyện và đồng thời cũng là phần phim thứ ba trong loạt phim Vùng đất câm lặng. Bộ phim được dự kiến sẽ công chiếu tại các rạp vào ngày 28 tháng 6, 2024.